# Национално знаме на Канада
Националното знаме на Канада , още известно като Кленово листо (английски Maple Leaf, кленово листо, а  на френски: l'Unifolié, букв „от едно листо“), е червено-бял флаг, като в центъра има бял квадрат, съдържащ 11-ъглен кленов лист. Неговото приемане през 1965 отбелязва официалното приемане за първи път на национален флаг, като заместващ Юнион Джак. Канадското червено знаме с Юниън Джак вляво и канадски герб-щит вдясно е бил неофициално използван от 90-те на 19 век и одобрен през 1945 от Канадския съвет за използване „при всички случаи за място или събитие, при което е необходимо да се развее отличителен канадски флаг“.

## Знаме през годините
- (1868 – 1921)
- (1921 – 1957)
- (1957 – 1965)